# Alocasia macrorrhizos
Alocasia macrorrhizos är en kallaväxtart som först beskrevs av Carl von Linné, och fick sitt nu gällande namn av George Don jr. Alocasia macrorrhizos ingår i släktet Alocasia och familjen kallaväxter. Inga underarter finns listade.

## Bildgalleri

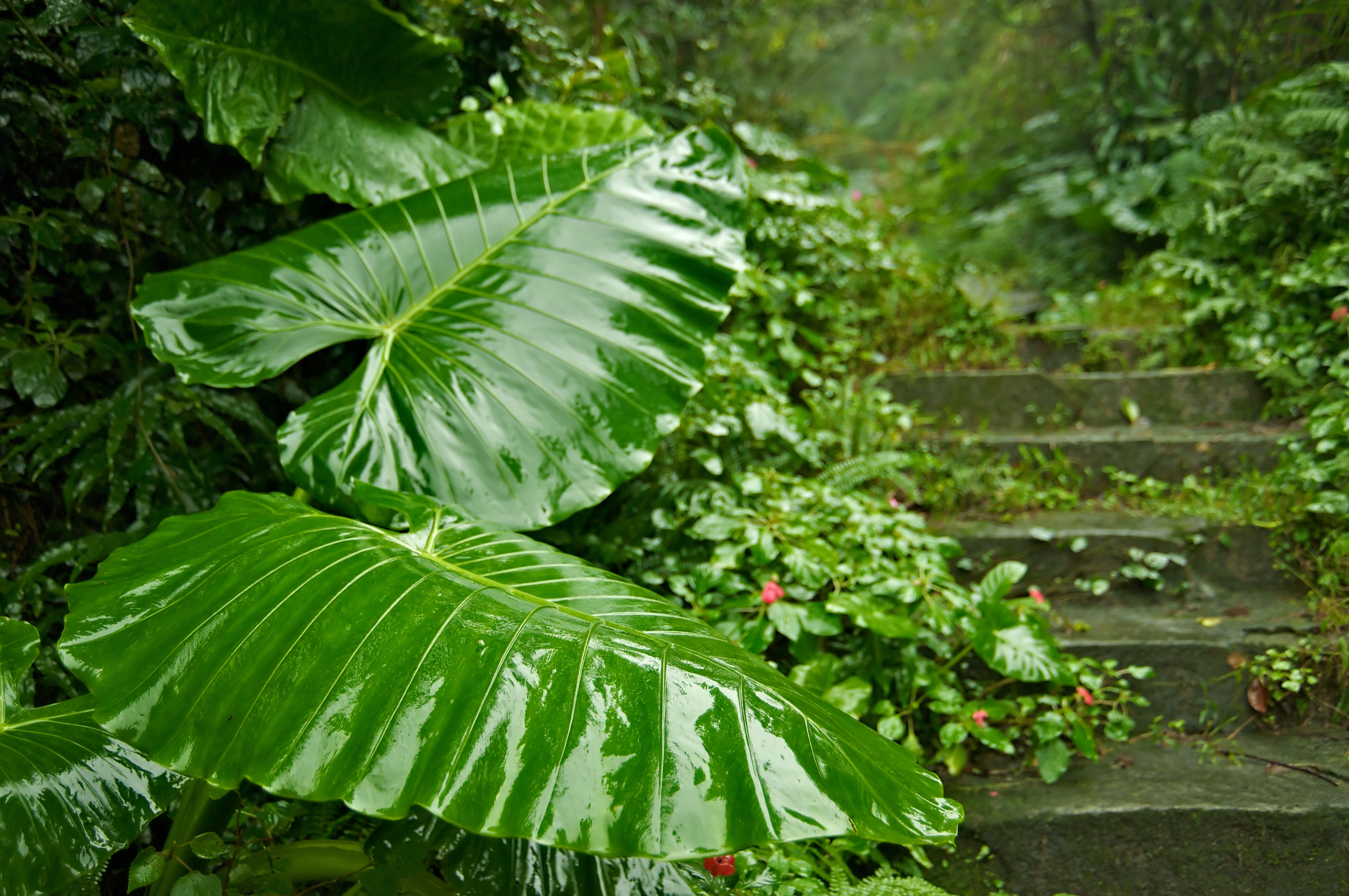